# Sidechain

Sidechain

El sidechain es una técnica de producción musical comúnmente asociada a música pop y dance, aunque también se usa de forma más discreta en otros géneros. Para llevar a cabo esta técnica un compresor utiliza el volumen de una señal de entrada para determinar la fuerza con la que reduce la ganancia en su señal de salida. O dicho de otra forma, el compresor toma una señal que determina la manera con la que va a realizar la reducción de ganancia.

## Ducking
Lo usan los DJs en las radios para que al hablar por un micrófono, este actúe como key, y la música se baje de forma automática. 
También se usa en producciones musicales para comprimir el sonido de un bajo cuando suena a la vez que el bombo de una batería. Aquí el bombo actúa como key y el bajo se comprime cuando suena el bombo, y de esta manera tenemos más controlados los niveles y evitamos la saturación en bajas frecuencias. Se puede aplicar un sidechain para conseguir un efecto de bombeo a otros instrumentos como teclados en sonidos de leads y pads.  

## De-esser
El sidechain se puede utilizar con controles de ecualización para reducir el volumen de las señales que tienen un fuerte contenido espectral dentro de un cierto rango de frecuencias que nos puede ayudar a eliminar la sibilancia vocal.

## Otras aplicaciones
Un compresor estéreo linkado sin una entrada de sidechain se puede usar como un compresor mono con una entrada de sidechain. La señal de sidechain se envía al canal izquierdo del compresor estéreo mientras la señal que se va a comprimir se rutea hacia el canal derecho.
Esta técnica no debe confundirse con la compresión paralela